# Aeroportul Jurien Bay
Aeroportul Jurien Bay (IATA: JUR, ICAO: YJNB) este un aeroport din Australia de Vest, Australia.
Situat la o altitudine de 3 m, aeroportul dispune de o singură pistă. Este operat de Shire of Dandaragan⁠(d).